# Desa Karangbendo (administrativ by i Indonesien, lat -8,31, long 114,32)
Desa Karangbendo är en administrativ by i Indonesien.   Den ligger i provinsen Jawa Timur, i den sydvästra delen av landet, 900 km öster om huvudstaden Jakarta.